# Гонсалвес, Фабио
Фа́био Гонса́лвес, более известный, как Фаби́ньо (порт. Fábio Gonçalves; Fabinho; род. 19 ноября 1986, Крузейру, штат Сан-Паулу) — бразильский футболист, опорный полузащитник клуба «Спорт Ресифи».

## Биография
Фабио Гонсалвес — уроженец штата Сан-Паулу, но на взрослом уровне в футболе дебютировал за команду «Камбориу» из одноимённого города в штате Санта-Катарина. В 2008—2011 годах выступал в низших дивизионах за «Кампиненсе», «Бараунас» и «Алекрин». В 2011 году перешёл в «Америку» (Натал) — один из ведущих клубов штата Риу-Гранди-ду-Норти. Вместе с «бело-красными» в 2012 и 2014 годах выиграл два чемпионата штата. В 2012 году был признан лучшим игроком чемпионата штата. В декабре 2014 года подписал контракт с «Фигейренсе».
Выиграв с «фигейрой» чемпионат штата Санта-Катарина, 17 мая 2015 года 28-летний Фабиньо дебютировал в бразильской Серии A. В матче 2 тура «бразилейрана» «Фигейренсе» дома сыграл вничью 0:0 с «Васко да Гамой». Фабиньо стал твёрдым игроком основного состава, проведя 33 матча в чемпионате Бразилии (2781 минуту). Игра Фабиньо привлекла внимание традиционных грандов бразильского футбола. В 2016 году он перешёл в «Интернасьонал», и в первой половине года помог «колорадос» выиграть чемпионат штата Риу-Гранди-ду-Сул. Однако впоследствии игра у «Интера» разладилась, и команда впервые в своей истории вылетела в Серию B. В 2017 году Фабиньо играл не часто из-за серьёзной травмы (перелом левой лодыжки), но внёс свой вклад в возвращение «Интера» в Серию A. В мае 2018 года игрок перешёл в «Сеару».
За «дедушку» Фабиньо сыграл 138 матчей во всех турнирах, забив три гола. В 2020 году стал победителем Кубка Нордесте. В январе 2022 года 35-летний Фабиньо подписал контракт с «Ботафого», который вернулся в Серию A.

## Титулы
Командные
- Чемпион штата Риу-Гранди-ду-Сул (1): 2016
- Чемпион штата Санта-Катарина (1): 2015
- Чемпион штата Риу-Гранди-ду-Норти (2): 2012, 2014
- Обладатель Кубка Нордесте (1): 2020

Личные
- Лучший футболист чемпионата штата Риу-Гранди-ду-Норти (1): 2012